# Слезов пиргавац
Слезов пиргавац (лат. Pyrgus malvae) лептир је из породице скелара (лат. Hesperiidae).

## Опис
Дужина предњих крила износи 11—13 mm. Горња страна задњих крила у постдискалном пољу има ситне беле тачке. Основна боја доње стране задњих крила је црвенкастосмеђа са зеленим или жутим нијансама. Гусеница има зеленкасте и светлобраонкасте пруге, црну главу, мраморирана је белим пегицама и длакава. Гусенице се хране биљкама родова Fragaria, Agrimonia, Potentilla и Malva.

## Распрострањење и станиште
Распрострањен је у палеоарктичкој зони осим на крајњем северу, Пиринејском полуострву као и на истоку (Кина и Кореја).
Станиште врсте су цветне ливаде и тресетишта.

## Животни циклус и биљке хранитељке
Женке полежу јаја на биљке из породице Rosaceae, а најчешће врсте су петровац (Agrimonia eupatoria), дивља јагода (Fragaria vesca) и Potentilla reptans.
Остале биљне врсте на које женка слезовог пиргавца пољеже јаја су: Potentilla sterilis, Potentilla erecta, Sanguisorba minor, Rubus fruticosus, Rosa canina, Geum urbanum.
По излегању гусенице праве склоништа која користе када се не хране. Из стадијума ларве прелазе у стадијум лутке и као такве презимљавају. Наредног пролећа формирају се адулти. У току развоја, гусеница је зеленог интегумента и проторакални штит је истакнут, у виду једне танке, црне плочице. Код зрелих гусеница, он се губи, али је први торакални сегмент сужен. Главена капсула зрелих гусеница је црна, крупна и прекривена финим сетама. Интегумент је такође прекривен кратким сетама са ситних папилозних основа. Пред улуткавање, гусеница мења боју ради бољег укапања са подлогом и постаје светло мрка.

## Сезона лета
Генерално биволтне (април/јун и касни јул/август), а на већим висинама су униволтне (јун/јул).